# Vương cung thánh đường Phú Nhai
Vương cung thánh đường Đức Mẹ Vô nhiễm Nguyên tội, Phú Nhai (hay còn gọi là Nhà thờ Phú Nhai hoặc Đền Thánh Phú Nhai) là một nhà thờ Công giáo Rôma thuộc Giáo phận Bùi Chu, Việt Nam. Nhà thờ Phú Nhai nằm ở xã Xuân Hưng, tỉnh Ninh Bình.

## Lịch sử
Nhà thờ Phú Nhai nguyên thủy được tạo dựng bằng gỗ, lợp bồi do linh mục Chính xứ Emmanuel Rianô Hòa cho xây dựng vào năm 1866, ngay sau khi vua Tự Đức ký sắc lệnh tha đạo, chấm dứt gần 3 thế kỷ Kitô giáo bị bách đạo tại Việt Nam.
Năm 1881, Giám mục Hòa cùng với linh mục Barquerô Ninh xây nhà thờ thứ hai theo kiến trúc Á Đông và hai tháp chuông.
Năm 1916, Giám mục Phêrô Munagôri Trung và linh mục Morênô xây nhà thờ thứ ba theo Kiến trúc Gothic. Khánh thành năm 1922 nhưng bị cơn bão lớn tàn phá nặng nề vào ngày 24 tháng 6 năm 1929.
Năm 1930, để có kinh phí xây dựng nhà thờ, bề trên giáo phận đã mở cuộc xổ số trên toàn quốc. Sau nhiều biến cố lịch sử, nhà thờ này được xây dựng lại, hoàn thành và xức dầu cung hiến thánh đường vào ngày lễ Đức Mẹ Vô Nhiễm Nguyên Tội 8 tháng 12 năm 1933.
Tháng 11/1949, một bộ phận quân viễn chinh Pháp chiếm đóng Phú Nhai, lấy nhà thờ có ngọn tháp cao làm điểm uy hiếp các vùng, lấy hai dãy hành lang làm trụ sở làm việc và dãy hướng Nam là nơi giam giữ, tra tấn cán bộ cách mạng, nhanh chóng xây dựng công sự đào hầm hào, đắp đường Ức từ Phú Nhai ra Bùi Chu để tiện việc hành quân, linh mục Lương Huy Hân làm tổng tuyên úy
Sau thời gian chiến tranh bị hư hại, Nhà thờ được trùng tu tôn tạo bởi Giám mục Giuse Hoàng Văn Tiệm khởi công từ ngày 17 tháng 3 năm 2003 cho đến 26 tháng 9 năm 2004 thì hoàn thành như diện mạo hiện nay.
Năm 2008 Đền thánh Phú Nhai được nâng lên hàng thành Tiểu Vương cung Thánh đường (Minor Basilica).

## Đặc điểm
Nhà thờ gốc có phong cách kiến trúc Gothic đậm dấu ấn Tây Ban Nha, sau được xây lại theo phong cách kiến trúc Gothic nước Pháp. Nhà thờ có kích thước: dài 80 mét, rộng 27 mét, cao 30 mét. Hai tháp chuông cao 44 mét đặt 4 quả chuông được đúc từ Pháp chuyển sang với trọng lượng là: 2.000 kg - 1.200 kg - 600 kg và 100 kg.
Mặt tiền nhà thờ từ ngoài vào, bên phải có tượng đài Thánh Đaminh cao 17m, riêng phần tượng cao 2,3m. Bên trái có Lăng lưu trữ hài cốt của 83 người tử đạo thuộc họ đạo xứ Phú Nhai cao 15m.
Xung quanh nhà thờ có các phù điêu thể hiện 14 Đàng Thánh Giá
Khi khách tham quan đứng trên ngọn tháp cao của nhà thờ Phú Nhai sẽ được chiêm ngưỡng được toàn cảnh của huyện Xuân Trường.

## Hình ảnh

Một số hình ảnh
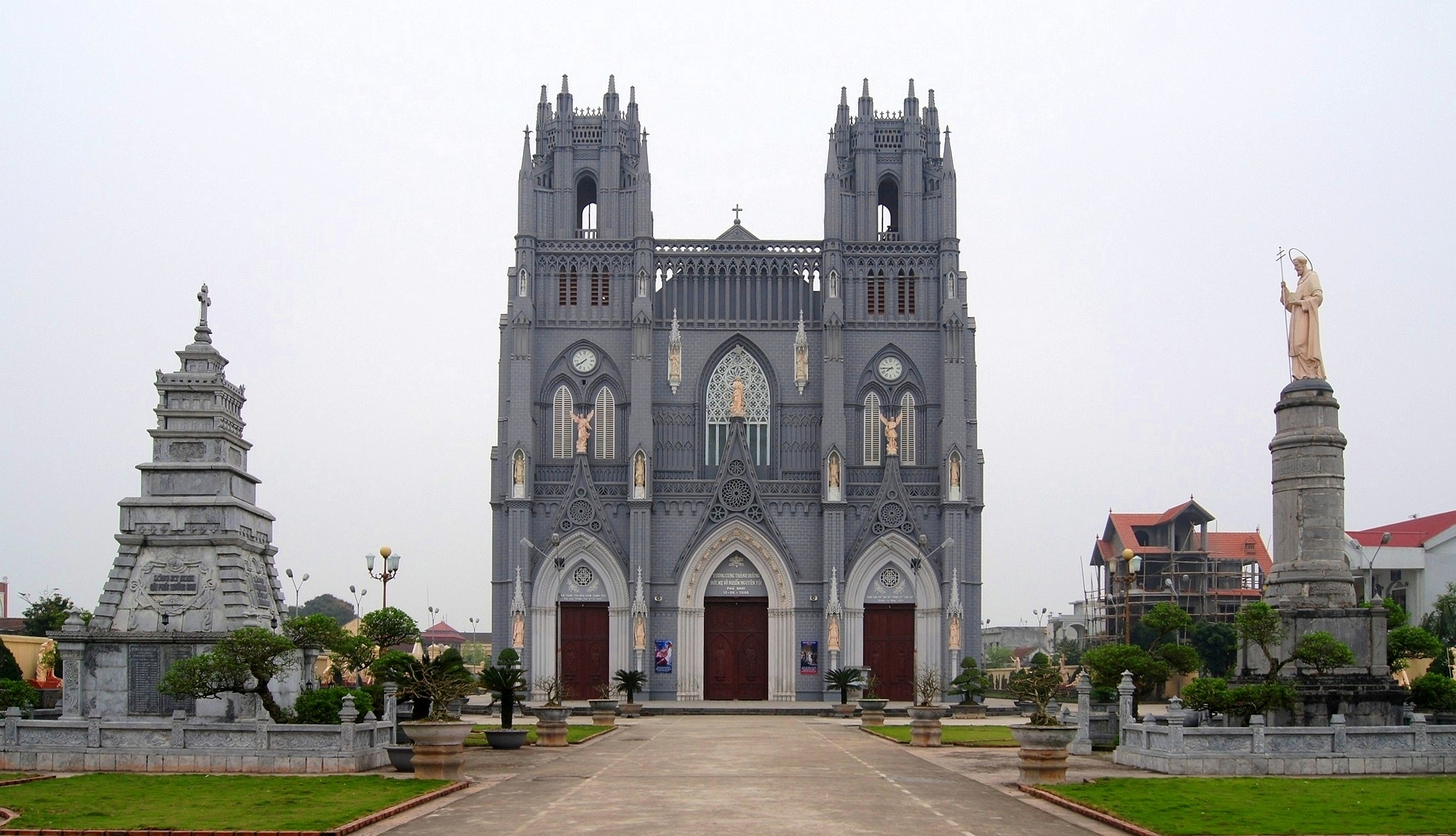
Toàn cảnh mặt tiền nhà thờ.
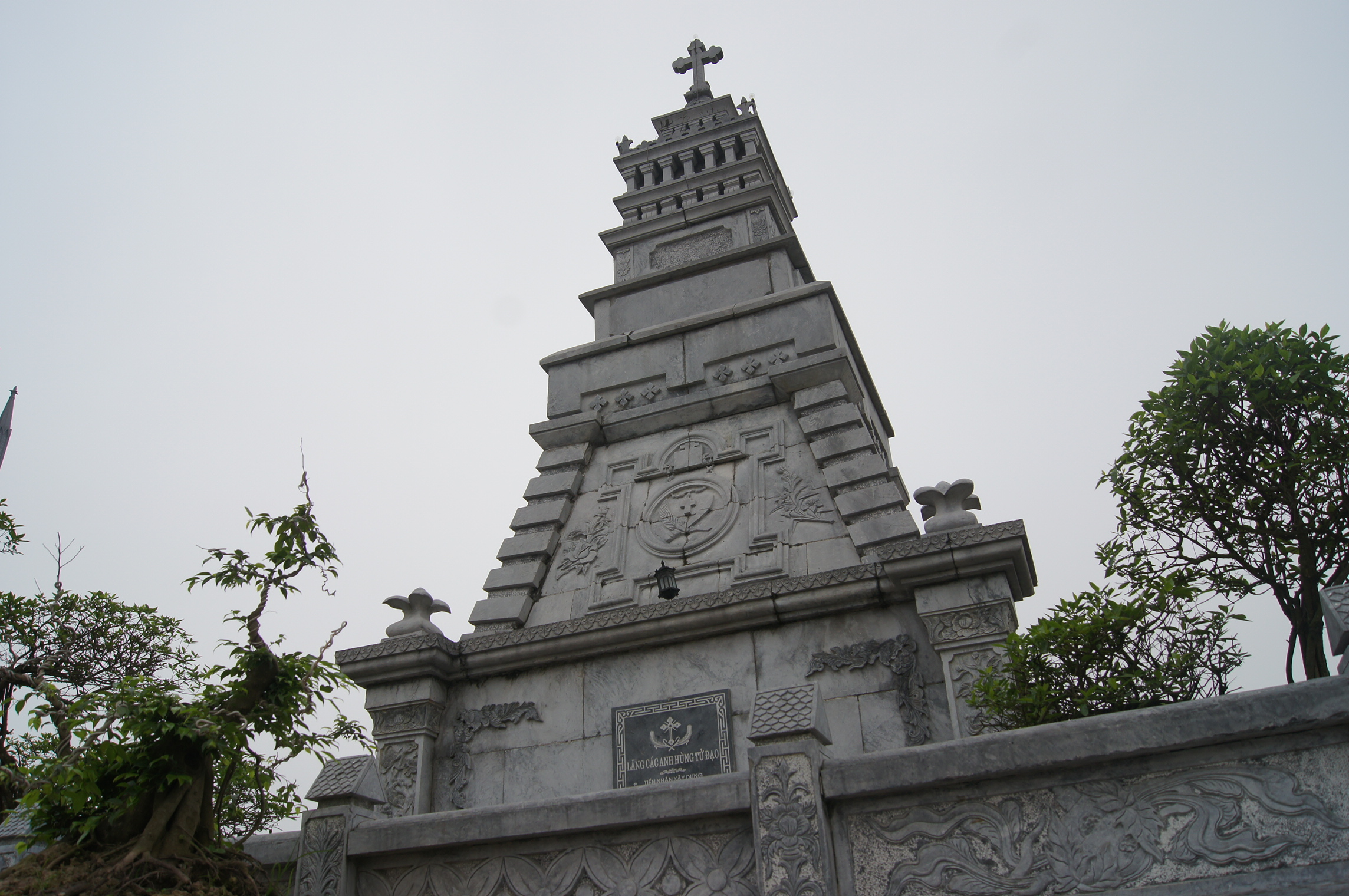
Lăng hài cốt các thánh tử đạo.
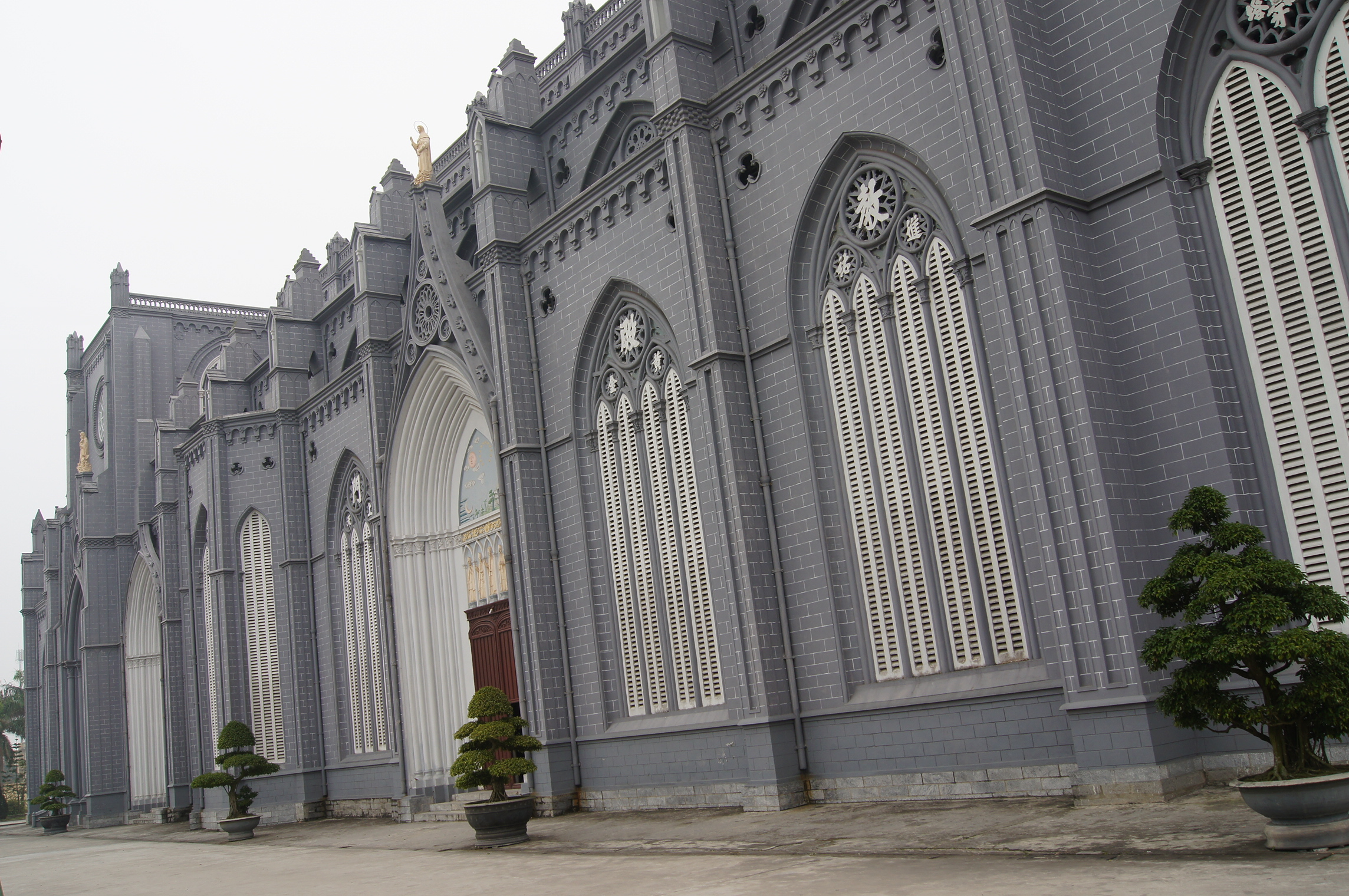
Mặt bên nhà thờ.
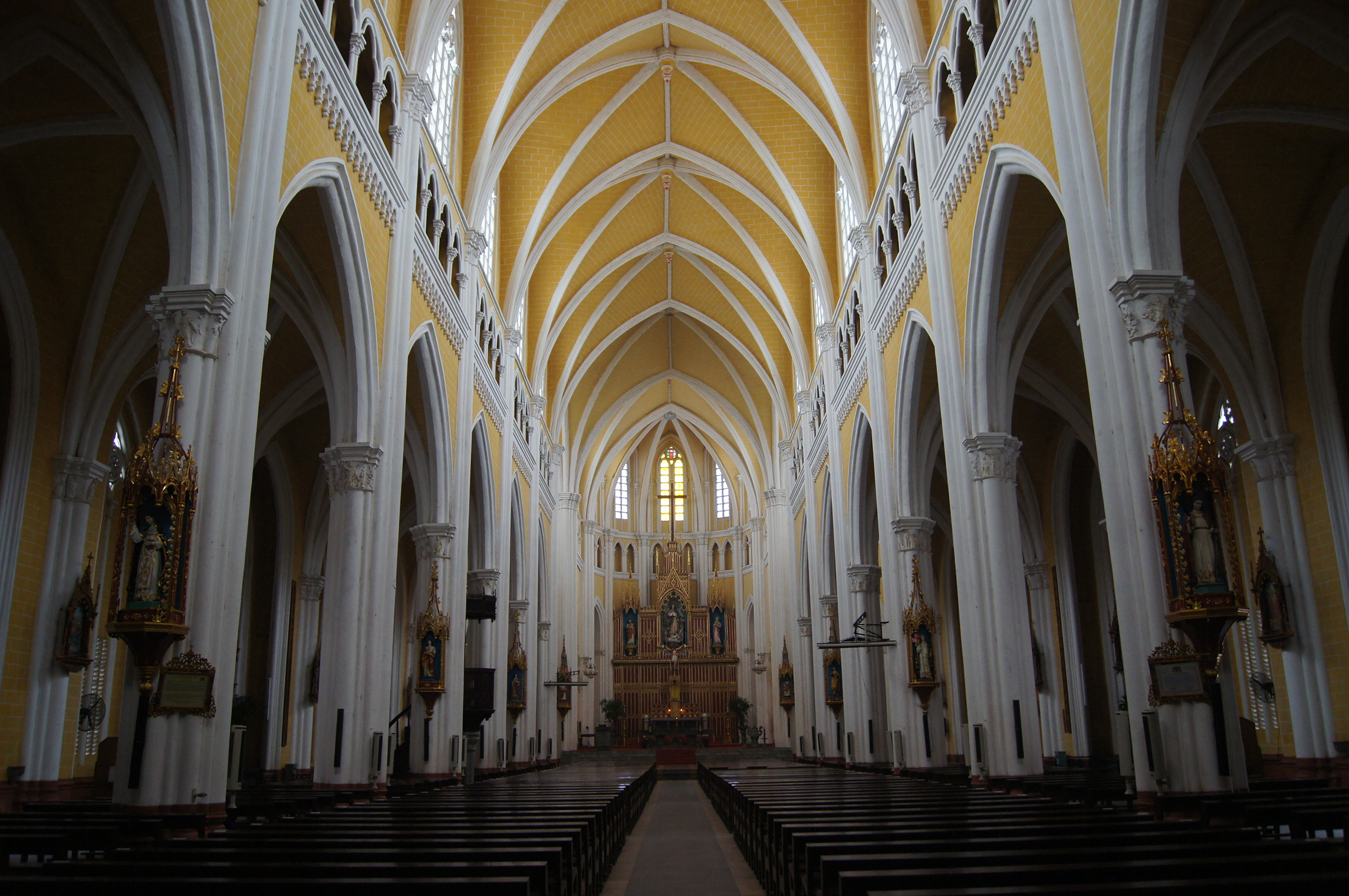
Nội thất nhà thờ.
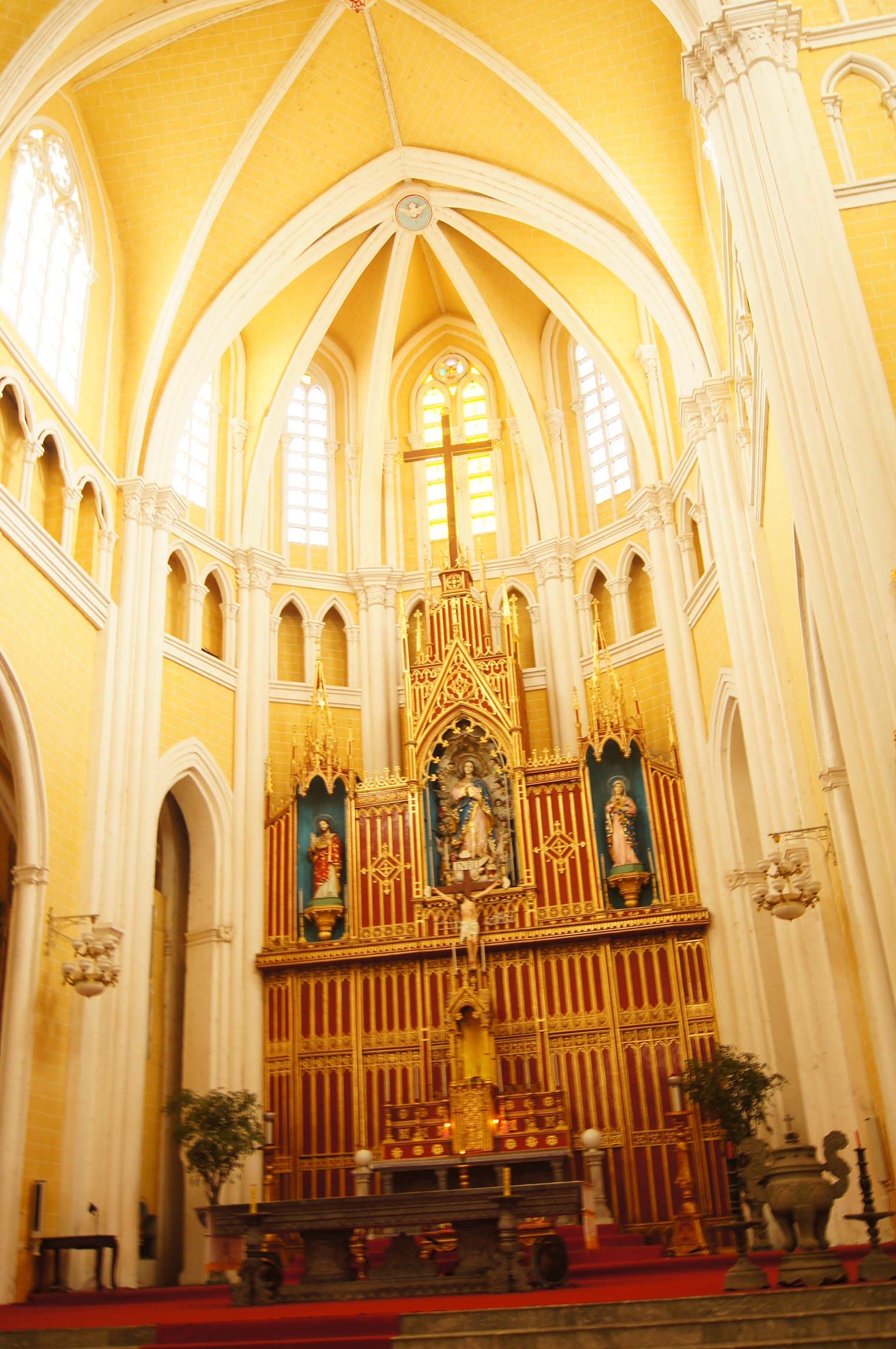
Cung thánh.